# 국영 오키나와 기념공원
국영 오키나와 기념공원(일본어: 国営沖縄記念公園)은 일본 오키나와현에 있는 국영 공원이다. 크게 오키나와현 모토부정의 해양박람회 지구와 나하시에 있는 슈리성 지역으로 나뉜다. 일본의 도시공원 100선에 선정되어있다.
사업 주체는 내각부 오키나와 종합 사무국이며, 계획 및 정비는 나라가 하고 있지만, 관리는 일반 재단법인 오키나와 추라우미 재단에 위탁되어 있다.

## 해양박람회 지구
오키나와현 모토부정에 소재한다. 오키나와의 일본 복귀를 기념하여 1975년 7월부터 1976년 1월에 걸쳐 개최된 오키나와 국제 해양 박람회를 기념하여 박람회 부지에 1976년 9월 1일 국영 오키나와 해양박람회 기념공원(国営沖縄海洋博覧会記念公園)으로 공용 개시하였다. 통칭으로 가이요하쿠 공원(일본어: 海洋博公園→해양박공원)을 사용한다. 1987년 3월 25일에 공원 이름을 국영 오키나와 기념공원(国営沖縄記念公園)으로 개칭하였다. 주요 시설로는 오키나와 추라우미 수족관, 에메랄드 비치 등이 있다.

## 슈리성 지역
오키나와현 나하시에 소재한다. 1988년 1월 28일 국영 오키나와 기념 공원 슈리 지역으로 도시공원 구역 지정을 받았으며, 오키나와 전투로 파괴된 슈리성을 복원하고 1992년 11월 3일부터 공용 개시하였다.